# Ulsan HD Football Club
L'Ulsan Hyundai Football Club è una società calcistica sudcoreana di Ulsan. Milita nella K-League, la massima serie del campionato sudcoreano di calcio.
Fondato nel 1983 con il nome di Hyundai Horang-i su iniziativa della nota multinazionale Hyundai, il club si iscrisse al campionato sudcoreano di calcio nel 1984. Ottenne il primo successo nel 1996, vincendo il campionato di massima divisione. Negli anni '80 rappresentò dapprima le province di Incheon e Gyeonggi e poi quella di Gangwon; nel 1990 si trasferì a Ulsan. In bacheca vanta 4 campionati sudcoreani, 5 Coppe di Lega sudcoreane, 2 AFC Champions League e una A3 Champions Cup.
Disputa le partite interne all'Ulsan Munsu Football Stadium di Ulsan (44 466 posti).

## Storia
Le origini del club risalgono al 6 dicembre 1983, quando nacque lo Hyundai Horang-i ("tigri della Hyundai"), su iniziativa della multinazionale Hyundai Heavy Industries Group, in rappresentanza delle province di Incheon e Gyeonggi. Nel 1984 iniziò a militare nel campionato sudcoreano di calcio, dove ottenne il terzo posto nella stagione d'esordio, piazzando Baek Jong-chul al primo posto della classifica dei marcatori, con 16 reti in 28 partite. Nel 1986 la squadra vinse la prima e unica edizione del  campionato sudcoreano di calcio professionistico, antenato della Coppa di Lega sudcoreana. Nel 1987 il club spostò la propria sede nella provincia di Gangwon e nel 1988 ottenne il secondo posto in campionato.
Nel 1990 la sede del club cambiò nuovamente, spostandosi a Ulsan, dove era situato il quartier generale della Hyundai. Nel 1991 la guida tecnica del club fu assunta dall'ex calciatore Cha Bum-kun, che guidò i suoi al secondo posto in campionato nel 1992 e fu rimpiazzato da Ko Jae-wook dopo il campionato del 1994. Sotto la guida di quest'ultimo, le tigri vinsero la Coppa di Lega sudcoreana nel 1995 e il campionato nel 1996, battendo il Suwon Bluewings per 3-2 nel doppio spareggio.
Ad eccezione della Coppa di Lega vinta nel 1998, negli anni seguenti non arrivarono successi. L'esodo di calciatori chiave come Kim Hyun-seok e un terribile inizio di stagione nel 2000 indussero il tecnico Ko Jae-wook a dimettersi a metà dell'annata.
Il ruolo di allenatore passò quindi a Kim Jung-nam, che raccolse due secondi posti nel 2002 e nel 2003. Nel 2005 il ritorno di due elementi importanti come Yoo Sang-chul e Lee Chun-soo portò la squadra di Ulsan a qualificarsi ai play-off, dove sconfisse il S. Ilhwa Chunma in semifinale e l'Incheon Utd in finale (tripletta di Lee Chun-Soo all'andata), divenendo campione della Corea del Sud per la seconda volta. Nel 2006 fu vinta l'A3 Champions Cup, con Lee Chun-soo capocannoniere del torneo con 6 reti in 3 partite. Nel 2007 fu vinta la Coppa di Lega sudcoreana, prima della fine della gestione di Kim Jung-nam.
A rimpiazzarlo fu, nel 2008, Kim Ho-kon, che nel 2011 vinse la Coppa di Lega sudcoreana e chiuse al secondo posto il campionato. Nel 2012 la squadra salì sul trono continentale vincendo l'AFC Champions League grazie al successo per 3-0 nella finale contro i sauditi dell'Al-Ahli. L'Ulsan Hyundai vinse il trofeo con una striscia di 12 partite di imbattibilità, tra cui 9 vittorie consecutive, con ben 27 gol segnati nella competizione. Kim Ho-kon lasciò il club nel 2013, dopo aver perso per un soffio il titolo nazionale (decisiva fu la sconfitta contro il Pohang Steelers subita all'ultima giornata).
Nel 2017 fu ingaggiato il tecnico Kim Do-hoon, che vinse la Coppa della Corea del Sud nel 2017 e l'AFC Champions League nel 2020 (2-1 in finale contro gli iraniani del Persepolis). Qualificatosi, in quanto campione d'Asia, alla Coppa del mondo per club FIFA 2020, l'Ulsan fu eliminato al secondo turno per mano dei messicani del Tigres UANL, perdendo con il punteggio di 1-2, e perse anche il successivo incontro con i qatarioti dell'Al-Duhail per 1-3, terminando il torneo al sesto e ultimo posto.
Nel 2023 si laureano campioni in K-League  per il secondo anno di seguito e per la quarta volta nella loro storia. Il successo, maturato con 3 giornate di anticipo, avviene in seguito alla vittoria dell'Ulsan per 2-0 contro il Daegu FC il 29 ottobre 2023, propiziato anche dal passo falso del Pohang Steelers che al Jeonju World Cup Stadium non va oltre l'1-1 contro il Jeonbuk Hyundai Motors.

## Palmarès

### Competizioni nazionali
- Campionato sudcoreano: 5

1996, 2005, 2022, 2023, 2024
- Coppa della Corea del Sud: 1

2017
- Coppa di Lega sudcoreana: 5

1986, 1995, 1998, 2007, 2011
- Supercoppa della Corea del Sud: 1

2006

### Competizioni internazionali
- AFC Champions League: 2

2012, 2020
- A3 Champions Cup: 1

2006

### Altri piazzamenti
- K League 1:

Secondo posto: 1984, 1991, 1998, 2002, 2003, 2011, 2013, 2019, 2020, 2021
Terzo posto: 1992, 1993, 1997, 2005, 2007, 2018
- Coppa della Corea del Sud:

Finalista: 1998, 2005, 2018, 2020, 2024
Semifinalista: 2021, 2022
- Korean League Cup:

Finalista: 1993, 2002, 2005
- AFC Champions League:

Semifinalista: 2006, 2021, 2023-2024
- Coppa delle Coppe dell'AFC:

Semifinalista: 1996-1997

## Organico

### Rosa
Aggiornata al 3 luglio 2025.
| N. |                          | Ruolo | Calciatore       |
| -- | ------------------------ | ----- | ---------------- |
| 2  | Corea del Sud (bandiera) | D     | Cho Hyun-taek    |
| 3  | Corea del Sud (bandiera) | D     | Kang Min-woo     |
| 4  | Corea del Sud (bandiera) | D     | Seo Myeong-kwan  |
| 5  | Corea del Sud (bandiera) | C     | Jung Woo-young   |
| 6  | Svezia (bandiera)        | C     | Darijan Bojanić  |
| 7  | Corea del Sud (bandiera) | C     | Ko Seung-beom    |
| 10 | Corea del Sud (bandiera) | C     | Kim Min-woo      |
| 11 | Corea del Sud (bandiera) | C     | Um Won-sang      |
| 13 | Corea del Sud (bandiera) | D     | Kang Sang-woo    |
| 14 | Corea del Sud (bandiera) | C     | Lee Jin-hyun     |
| 16 | Corea del Sud (bandiera) | A     | Lee Hui-gyun     |
| 17 | Svezia (bandiera)        | C     | Gustav Ludwigson |
| 18 | Corea del Sud (bandiera) | A     | Joo Min-kyu      |
| 19 | Corea del Sud (bandiera) | D     | Kim Young-gwon   |
| 21 | Corea del Sud (bandiera) | P     | Jo Hyeon-woo     |

| N. |                          | Ruolo | Calciatore      |
| -- | ------------------------ | ----- | --------------- |
| 22 | Corea del Sud (bandiera) | C     | Kim Min-hyeok   |
| 23 | Corea del Sud (bandiera) | P     | Moon Jung-in    |
| 24 | Corea del Sud (bandiera) | D     | Yoon Jong-gyu   |
| 26 | Corea del Sud (bandiera) | D     | Park Min-seo    |
| 27 | Corea del Sud (bandiera) | C     | Lee Chung-yong  |
| 28 | Corea del Sud (bandiera) | D     | Lee Jae-ik      |
| 30 | Corea del Sud (bandiera) | A     | Yoon Jae-seok   |
| 31 | Corea del Sud (bandiera) | P     | Ryu Seong-min   |
| 36 | Venezuela (bandiera)     | A     | Matías Lacava   |
| 66 | Polonia (bandiera)       | D     | Miłosz Trojak   |
| 72 | Corea del Sud (bandiera) | C     | Back In-woo     |
| 96 | Corea del Sud (bandiera) | D     | Choi Seok-hyeon |
| 97 | Brasile (bandiera)       | A     | Erick Farias    |
| 99 | Brasile (bandiera)       | A     | Yago Cariello   |